# Приключенията на Шерлок Холмс
„Приключенията на Шерлок Холмс“ (на английски: The Adventures of Sherlock Holmes) е първият сборник с 12 разказа на писателя Артър Конан Дойл за известния детектив Шерлок Холмс.
Разказите са публикувани за пръв път като поредица в периода юли 1891 – юни 1892 г. в списание „Странд“. Сборникът като книга е публикуван в Англия през 1892 година. Първото издание на книгата е било само от 14 500 броя.
| Име                          | Първо издание | Шерлок Холмс разследва ...                                                                    |
| ---------------------------- | ------------- | --------------------------------------------------------------------------------------------- |
| Скандал в Бохемия            | 1891          | ... случая с краля на Бохемия, който е жертва на изнудване от видна авантюристка.             |
| Клубът на червенокосите      | 1891          | ... на пръв поглед смешен инцидент, който се оказва сериозно престъпление.                    |
| Добре замислено              | 1891          | ... изчезването на годеника на Мери Съдърланд.                                                |
| Загадката на долината Боскум | 1891          | ... убийството на Чарлс Маккарти, в което е обвинен синът му Джеймс.                          |
| Петте портокалови семки      | 1891          | ... серия от трагични събития в семейство на Опъншоу и връзката им с мощна тайна организация. |
| Човекът с обърнатата устна   | 1891          | ... изчезването на г-н Невил Сейнт Клеър.                                                     |
| Синият карбункул             | 1892          | ... обстоятелствата, при които изчезнал скъпоценен камък се оказва в една заколена гъска.     |
| Пъстрата лента               | 1892          | ... трагичната смърт на девойка и защитата на сестра ѝ от ужасна опасност.                    |
| Палецът на инженера          | 1892          | ... инцидента с млад инженер, на който злосторниците са отсекли пръста.                       |
| Благородният ерген           | 1892          | ... мистериозното изчезване на младата жена на благородник.                                   |
| Короната с берилите          | 1892          | ... кражба на короната с берилите от къщата на известен банкер.                               |
| Тайната на заключената стая  | 1892          | ... странното поведение на хазяина на млада гувернантка.                                      |